# 동읍
동읍(東邑)은 대한민국 경상남도 창원시 의창구의 읍이다. 동쪽으로는 김해시·대산면, 북쪽으로는 낙동강을 경계로 창녕군과 인접해 있고, 남쪽으로는 명곡동·의창동, 서쪽으로는 북면과 접해 있다.

## 역사
- 조선시대 창원도호부 동면
- 1895년 음력 윤5월 1일 진주부 창원군 동면[1] (35리)
- 1896년 8월 4일 경상남도 창원군 동면[2]
- 1899년 경상남도 창원부 동면[3]
- 1903년 경상남도 창원군 동면[4]
- 1906년 경상남도 창원군 동면[5]
- 1910년 10월 1일 경상남도 마산부 동면[6]
- 1914년 4월 1일 경상남도 창원군 동면[7] (24리)
- 1995년 1월 1일 경상남도 창원시 동면[8]
- 1995년 3월 2일 경상남도 창원시 동읍[9]
- 2010년 7월 1일 경상남도 창원시 의창구 동읍[10]

## 법정리
- 용강리(龍岡里)
- 용전리(龍田里)
- 남산리(南山里)
- 덕천리(德川里)
- 덕산리(德山里)
- 봉산리(鳳山里)
- 송정리(松井里)
- 용정리(龍井里)
- 단계리(丹溪里)
- 무성리(武城里)
- 무점리(武店里)
- 용잠리(龍岑里)
- 신방리(新方里)
- 다호리(茶戶里)
- 월잠리(月岑里)
- 화양리(花陽里)
- 석산리(石山里)
- 금산리(琴山里)
- 봉곡리(鳳谷里)
- 봉강리(鳳岡里)
- 본포리(本浦里)
- 노연리(蘆淵里)
- 산남리(山南里)
- 죽동리(竹洞里)

## 문화·관광
- 신방리 음나무군(천연기념물 제164호)
- 다호리 고분군(茶戶里 古墳群)(사적 제327호)
- 주남저수지

## 교통
- 국가지원지방도 제30호선
- 국도 제25호선
- 덕산선(구 경전선) 덕산역

## 아파트
| 단지명        | 건설사                    | 시행사       | 주소 | 입주        | 비고     |
| ------------- | ------------------------- | ------------ | ---- | ----------- | -------- |
| 창원 송정주공 | 송촌종합건설㈜ 해동건설㈜ | 대한주택공사 |      | 2004년 11월 | 국민임대 |